# Haldanes Regel
Haldanes Regel ist eine von J. B. S. Haldane 1922 publizierte Beobachtung, dass, wenn bei Arthybriden ein Geschlecht nicht vorkommt, seltener ist oder häufiger steril ist, es dann das heterogametische Geschlecht ist (das mit zwei verschiedenen Geschlechtschromosomen). Diese Beobachtung lässt sich in verschiedenen Tiergruppen, wie Säugetieren, Vögeln, Schmetterlingen und Drosophila nachweisen. Da bei Säugern und Drosophila-Fliegen das heterogametische Geschlecht das männliche ist (XY-Chromosomen), bei Vögeln und Schmetterlingen jedoch das weibliche (WZ-Chromosomen) und Haldanes Regel jeweils passt, muss die Ursache bei den Gonosomen liegen.

## Ursachen
Die Ursache für diese Beobachtung ist noch nicht vollkommen geklärt; möglicherweise gibt es auch mehrere. Es gibt verschiedene Theorien, die als Erklärung herangezogen werden.
- Die Dominanztheorie von Hermann Joseph Muller[2][3] besagt, dass das heterogametische Geschlecht von negativen Mutationen auf dem X-Chromosom immer betroffen ist, während das homogametische Geschlecht nur betroffen ist, wenn das mutierte Allel dominant ist. Ist das mutierte Allel rezessiv, so kann beim homogametischen Geschlecht das andere X-Chromosom die Funktion übernehmen; beim heterogametischen ist das nicht möglich.
- Die Faster-male-Theorie von C.-I. Wu[4][5] geht davon aus, dass Allele, die zu Sterilität von Hybridmännchen führen, schneller evolvieren als Allele für Hybridweibchensterilität. Bei Insekten evolvieren durch geschlechtliche Selektion Merkmale von männlichen Genitalien in der Tat schneller. Dadurch ist die Wahrscheinlichkeit, dass es zu Inkompatibilitäten mit artfremden Merkmalen kommt höher, da die X-chromosomalen/weiblichen Merkmale langsamer und vollkommen separat evolvieren. Bei Schmetterlingen evolvieren die Merkmale männlicher Genitalien ebenfalls schneller, jedoch sind dort vor allem Hybridweibchen entsprechend Haldanes Regel betroffen, sodass die Faster-male-Theorie in diesem Fall nicht greift.
- Die Faster-X-Theorie von Brian Charlesworth und Kollegen[6] besagt, dass das X-Chromosom durch Selektion schnell evolviert und, da es häufig sehr groß ist, es wahrscheinlicher ist, dass sich dort negative Allele akkumulieren, die bei heterozygoten Hybriden wirksam werden. Das würde jedoch bedeuten, dass weibliche Geschlechtsmerkmale schneller als ungeschlechtliche (autosomale) Merkmale evolvierten, was jedoch nicht gezeigt werden konnte.